# اولیویه اکوافنی
اولیویه اکوافنی (انگلیسی: Olivier Echouafni؛ زادهٔ ۱۳ سپتامبر ۱۹۷۲) بازیکن فوتبال اهل فرانسه است.
از باشگاه‌هایی که در آن بازی کرده‌است می‌توان به باشگاه فوتبال المپیک مارسی، باشگاه فوتبال استراسبورگ، باشگاه فوتبال رن، و باشگاه فوتبال نیس اشاره کرد.